# DR HD
DR K byl dánský televizní kanál, který obsluhovala veřejnoprávní vysílací společnost DR. Kanál zahájil vysílání dne 1. listopadu 2009. Všechny vysílané pořady a filmy byly vysílány HD kvalitě. Vysílání bylo ukončeno 28. ledna 2013 a kanál byl nahrazen DR3.